# Euxiphidiopsis quadridentata
Euxiphidiopsis quadridentata är en insektsart som beskrevs av Liu, Xiangwei och Weinian Zhang 2000. Euxiphidiopsis quadridentata ingår i släktet Euxiphidiopsis och familjen vårtbitare. Inga underarter finns listade i Catalogue of Life.